# Mapa cor-de-rosa

Mapa Cor-de-Rosa representando a pretensão à soberania sobre os territórios entre Angola e Moçambique

Mapa cor-de-rosa foi o mapa representativo da pretensão de Portugal a exercer soberania sobre os territórios entre Angola e Moçambique, nos quais hoje se situam a Zâmbia, o Zimbábue e o Malauí, numa vasta faixa de território que ligava o Oceano Atlântico ao Índico. Terá sido apresentado em 1886, pela Sociedade de Geografia de Lisboa, que  colidia com os interesses ingleses de ligar o Cairo (Egito) ao Cabo (África do Sul), tendo-se assim tornado público um ano depois.
Embora a sua génese tenha sido atribuída ao então Ministro dos Negócios Estrangeiros Henrique de Barros Gomes, que se empenhou na promoção de expedições que pudessem comprovar a efectiva ocupação dos territórios pretendidos por Portugal em África, este sempre negou a paternidade do mapa.
Este entrou em colisão com o objectivo britânico de criar uma faixa de território que ligasse o Cairo à Cidade do Cabo, que desencadeou uma disputa com a Grã-Bretanha que culminou no ultimato britânico de 1890 e no Tratado Anglo-Português de 1891, a que Portugal cedeu, causando sérios danos à imagem do governo monárquico português. Nas relações luso-britânicas, este foi o segundo maior conflito entre as potências, somente menor (em nível militar, mas não diplomático) que a Questão de Bolama.

## Enquadramento histórico

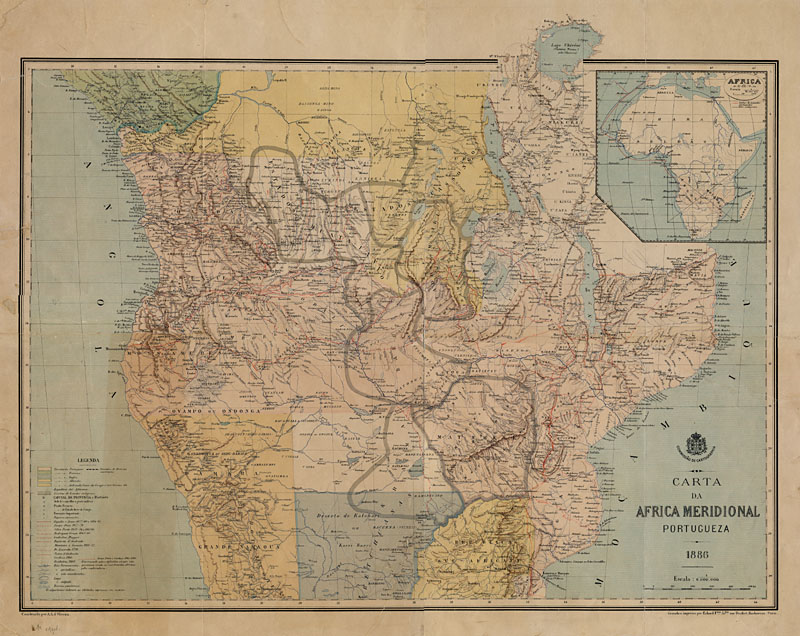
Versão original do Mapa Cor-de-Rosa

Face ao crescente interesse das potências europeias pela África, ao final do século XIX, tornou-se claro que Portugal deveria também definir uma nova política africana já que a crescente presença inglesa, francesa e alemã naquele continente ameaçava a tradicional hegemonia portuguesa nas zonas costeiras de Angola e Moçambique.
Com base no chamado direito histórico, alicerçado na primazia da ocupação europeia, Portugal reclamava vastas áreas do continente africano, embora, de facto, apenas dominasse feitorias costeiras e pequeníssimos territórios ao redor dessas. Contudo, a partir da década de 1870 ficou claro que apenas o direito histórico não seria suficiente e que a presença portuguesa dependia do alargamento para o interior das possessões reclamadas. Para tal começaram a ser organizados planos destinados a promover a exploração do interior da África.
Em 1877 foi lançado, por João de Andrade Corvo, um conjunto de iniciativas de exploração destinadas a conhecer a zona que separava as colónias de Angola e Moçambique, que levaram às famosas expedições de Hermenegildo Capelo, Roberto Ivens e Serpa Pinto, integradas numa nova, e então pouco aceite, estratégia portuguesa para o continente africano que privilegiava a ocupação efectiva através da exploração e colonização em detrimento dos simples direitos históricos.

## A génese domapa cor-de-rosa
Predominando em Portugal a visão colonial que assentava ainda nos direitos históricos, o governo português começou por reclamar áreas cada vez maiores do continente africano, entrando em colisão com as restantes potências europeias, o que levou a um agudizar de tensões, enquanto eram desenvolvidos esforços para uma ocupação efectiva do território.
Nesse contexto, a Sociedade de Geografia de Lisboa, defendendo a necessidade de formar uma barreira às intenções expansionistas britânicas que pretendiam a soberania sobre um território que, do Sudão, se prolongasse até ao Cabo pelo interior da África, organizou uma subscrição permanente para manter estações civilizadoras na zona de influência portuguesa do interior do continente, definida num mapa como uma ampla faixa da costa à contracosta, ligando Angola a Moçambique. Nascia assim, ainda sem sanção oficial, o chamado "Mapa Cor-de-Rosa".
Em 1884 a aceitação unilateral pela Grã-Bretanha das reivindicações portuguesas ao controlo da foz do rio Congo levou ao acirramento dos conflitos com as potências europeias rivais. Convocada uma conferência internacional, a Conferência de Berlim (1884–1885), para dirimir os múltiplos conflitos existentes e fixar as zonas de influência de cada potência em África, assistiu-se a um entendimento entre a França e Alemanha, face a uma atitude conciliatória da Grã-Bretanha, que abandonou totalmente o seu anterior entendimento com Portugal. O resultado foi a partilha do continente entre as potências europeias e o estabelecimento de novas regras para a corrida à África.
Portugal foi o grande derrotado da Conferência de Berlim pois, para além de assistir à recusa do direito histórico como critério de ocupação de território, foi ainda obrigado a aceitar o princípio da livre navegação dos rios internacionais (aplicando-se ao Congo, ao Zambeze e ao Rovuma em território tradicionalmente português), e perdeu o controlo da foz do Congo, ficando só com o pequeno enclave de Cabinda.
Após o choque da Conferência de Berlim, em Portugal percebeu-se a urgência de delimitar as possessões em África. Logo em 1885, começaram negociações com a França e a Alemanha para delimitar as fronteiras dos territórios portugueses.
O tratado com a França foi assinado em 1886. Nele foi incluído, como anexo, a primeira versão oficial do "mapa cor-de-rosa", apesar de a França não ter interesses naquele território. No tratado com a Alemanha, concluído em 1887, o "mapa cor-de-rosa" foi novamente apenso, sendo apresentado às Cortes como a versão oficial das pretensões territoriais portuguesas.  Contudo, no tratado assinado, a Alemanha apenas garantiu que não tinha pretensões directas na zona.
Informada desta pretensão portuguesa, a Grã-Bretanha reagiu de imediato informando a Portugal ser nulo o pretenso reconhecimento francês e alemão do "mapa cor-de-rosa", pois aquelas potências nunca tiveram interesses na zona.

Mapa mostrando o controlo britânico quase completo da rota do Cabo ao Cairo, 1913

As pretensões portuguesas entravam em conflito com o mega projecto inglês de criar uma ferrovia que atravessaria o todo o continente africano de norte a sul, ligando o Cairo à Cidade do Cabo (Este acabaria por nunca se realizar, pois além das enormes dificuldades de um projecto desta dimensão, dos obstáculos postos pelo clima e geografia, à oposição portuguesa com o mapa cor-de-rosa seguiu-se o Incidente de Fachoda entre 1898 e 1899, que colocou a França e Inglaterra à beira de uma guerra).
O governo português, que necessitava do acordo britânico (a Grã-Bretanha era a super-potência do tempo) para a delimitação de fronteiras, resolveu atrasar a negociação, fazendo saber que as suas pretensões eram efectivamente as do "mapa cor-de-rosa", que entretanto se tinha transformado num documento com ampla divulgação pública e objecto de arraigadas paixões patrióticas (a designação de "mapa cor-de-rosa" nasceu nesta altura dado o mapa enviado ao parlamento apresentar os territórios em disputa aguados com esta cor).
Barros Gomes, o responsável pela política colonial da época, aparentemente apostou no atraso inglês no controlo efectivo das áreas disputadas e organizou expedições portuguesas que percorreram as zonas em disputa e assinaram dezenas de tratados de vassalagem com os povos autóctones.  O plano era secreto mas a espionagem britânica estava a par dele desde o primeiro momento, graças a um informador que tinha no próprio gabinete de Barros Gomes.
Após o desfecho do ultimato britânico de 1890 foi afirmado que o governo português em 1888 não assumia por completo as pretensões do "mapa cor-de-rosa", tendo-o utilizado apenas como base para negociações com Londres. Estaria então disposto a ceder à Grã-Bretanha o norte do Transvaal (o país dos Matabeles), retendo apenas o sul do lago Niassa e o planalto de Manica, por temer que a cedência daqueles territórios, para além de impedir a ligação costa a costa, conduzisse à livre navegação no rio Zambeze, podendo retalhar Moçambique.
Procurando o apoio do Transvaal e da Alemanha, o governo português procurou convencer o chanceler Bismarck que era do interesse bóer e alemão entregar a zona central de África a um terceiro poder de modo a criar uma comunidade de interesses que obrigasse a Inglaterra a cedências.
Prosseguindo uma política de aproximação aos interesses bóer, o governo português retirou à Inglaterra o controlo do caminho de ferro de Lourenço Marques expropriando em meados de 1889 a companhia inglesa que o controlava. O Transvaal, em contrapartida, assinou pouco depois um acordo de tarifas aduaneiras e acedeu na fixação do traçado definitivo da fronteira com Moçambique.
Considerando injusta e injustificável a expropriação do caminho de ferro, a Grã-Bretanha reclamou de imediato, com o apoio dos Estados Unidos, pedindo uma arbitragem internacional, que Portugal recusou. Iniciou-se uma grande campanha de imprensa contra Portugal, que criou as condições políticas para a ruptura.
O resultado foi o ultimato britânico de 11 de Janeiro de 1890 sendo exigido a Portugal a retirada de toda a zona disputada sob pena de serem cortadas as relações diplomáticas. Isolado, Portugal protestou mas seguiu-se a inevitável cedência e recuo, definido pelo Tratado Anglo-Português de 1891. E assim acabou o "mapa cor-de-rosa", mas não sem que antes tivesse deixado um legado de humilhação nacional e frustração (bem patente no Finis Patriae de Guerra Junqueiro) que haveria de marcar Portugal durante muitas décadas. Na sequência deste episódio, Alfredo Keil compôs A Portuguesa.